# Полла
Полла (итал. Polla) — коммуна в Италии, располагается в регионе Кампания, в провинции Салерно.
Население составляет 5394 человека (на 2004 г.), плотность населения составляет 114 чел./км². Занимает площадь 47 км². Почтовый индекс — 84035. Телефонный код — 0975.
Покровителем коммуны почитается святитель Николай, Мирликийский Чудотворец. Праздник ежегодно празднуется 6 декабря.